# ルシャン人
ルシャン人（ルシャンじん、ルシャン方言: rix̌ůn;　ロシア語: Рушанцы;  英語: Rushan people）とは、イラン系民族パミール人の一派である。

## 概要
ルシャン人はパミール人の一派で、タジキスタンのゴルノ・バダフシャン自治州ルシャン地区に約30,000人、アフガニスタンのバダフシャーン州に約8,000人、ごく少数がロシア連邦に居住している。
シュグニー語の方言であるルシャン方言を話す。シーア派イスラム教徒(イスマーイール派)である。